# Saint-Rémy, Ain
Saint-Rémy är en kommun i departementet Ain i regionen Auvergne-Rhône-Alpes i östra Frankrike. Kommunen ligger  i kantonen Péronnas som ligger i arrondissementet Bourg-en-Bresse. Kommunens areal är 7,38 km². År 2022 hade Saint-Rémy 922 invånare.

## Befolkningsutveckling
Antalet invånare i kommunen Saint-Rémy
Referens: INSEE